# Andrew Black
Andrew Black (ur. 20 lipca 1965) - północnoirlandzki pokerzysta z Belfastu z Irlandii Północnej. Obecnie mieszka w Dublinie. Wyst pod pseudonimem The Monk (Mnich).
Kiedy był dzieckiem, grał w karty ze swoją matką. Na poważnie kartami zajął się w 1986, kiedy studiował prawo w Trinity College w Dublinie. Był członkiem szkółki pokerowej, w której uczyli się wcześniej tacy pokerzyści jak Donnacha O’Dea czy Padraig Parkinson. Grywał również w Griffin Casino w Dublinie.
Został wyeliminowany z World Series of Poker 1997 Main Event przez późniejszego zwycięzcę, Stu Ungara. Jak głosiły pogłoski Ungar miał szczęście i pobił układ AK Blacka mając AQ. Sam Black zdementował je szczerze przyznając, że Ungar po prostu go ograł, a historie o pechowej grze to zwykłe dziennikarskie plotki.
Rok później nakręcono dokument Million Dollar Deal z jego gry w WSOP. Kiedy i ten turniej przegrał, pozbył się wszystkiego co miał i przeniósł do Anglii, by tam żyć w buddyjskim zakonie przez 5 lat.
Z sukcesem wrócił do pokera w 2004 roku, dominując w irlandzkich turniejach i zajmując 5. miejsce w WSOP 2005 Main Event. Black prowadził nawet na finałowym stole tej imprezy, mając ponad 1/3 wszystkich żetonów będących w grze, lecz kilka bad beatów ostatecznie zepchnęło go na 5. miejsce z nagrodą 1,750,000 dolarów.
W 2005 roku pojawił się w talk-show Heads Up with Richard Herring, gdzie mówił o swojej wierze i pokerowej karierze.
Od WSOP 2005 Black zajmował miejsca premiowane pieniężnie zarówno w European Poker Tour jak i World Poker Tour. W 2006 roku dotarł do finałowego stołu Tournament of Champions, gdzie znowu prowadząc pod względem ilości posiadanych żetonów zajął ostatecznie 5. miejsce i wygrywając nagrodę 100,000 dolarów. W 2007 roku w wielkim finale EPT w Monte Carlo, Black dotarł do finałowego stołu i zakończył turniej na 7. miejscu, inkasując 320,000 dolarów.
Do dziś jego wygrane turniejowe przekroczyły sumę 3,100,000 dolarów.